# Laimbach (Ehebach)
Der Laimbach ist ein 5 km langer Fluss in Franken. Er ist der größte linke Zufluss des Ehebach aus dem Laimbachgrund. Mit seinem rechten Hauptoberlauf Bibart zusammen ist er 21 km lang. Er entsteht durch den Zusammenfluss der Bibart und der ebenfalls viel längeren Scheine bei Oberlaimbach (Scheinfeld). Der Bach fließt im mittelfränkischen Landkreis Neustadt an der Aisch-Bad Windsheim und mündet nach südöstlichem Lauf westlich von Baudenbach in den Ehebach, der auch Ehe genannt wird, und der danach in der Laimbach-Richtung weiterfließt.

## Geographie

### Verlauf
Der Laimbach entsteht auf etwa 297 m ü. NHN zwischen den Orten Oberlaimbach und Unterlaimbach aus dem Zusammenfluss der wasserreichen Gewässer Bibart und Scheine. Anschließend passiert der Fluss, der südöstlich verläuft, den Ort Unterlaimbach. Östlich des Ortes mündet der Nutzgraben in den Fluss. Ab diesem Zeitpunkt verläuft der Fluss fast parallel zur Bundesstraße 8. Weniger als einen Kilometern weiter passiert der Fluss den Ort Frankenfeld am linken Ufer. Danach münden die beiden Bäche Kellerfeldgraben und Augraben in den Laimbach. Anschließend mündet der Fluss westlich von Baudenbach in den Ehebach.
Der Laimbach ist, zusammen mit seinem eigenen rechten Oberlauf Bibart, bis zum Zusammenfluss ein längerer Gewässerlauf als der Ehebach mit seinem Oberlauf Nachtwasengraben, er trägt auch über zwei Drittel mehr zum Einzugsgebiet des Ehebachs zu als dessen eigener Oberlauf bis zum Zusammenfluss.

### Zuflüsse
Direkte Zuflüsse von der Quelle zur Mündung. Die Tabelle enthält die Länge der Flüsse und das Einzugsgebiet.
| Stat in km | Name             | Länge in km | EZG in km² | Zuflussseite | Bemerkung                                       |
| ---------- | ---------------- | ----------- | ---------- | ------------ | ----------------------------------------------- |
| ca. 5.12   | Bibart           | ca. 16,70   | ca. 66,70  | rechter OL   | [ BA 1 ]                                        |
| ca. 5,12   | Scheine          | ca. 15,70   | ca. 66,40  | linker OL    | [ BA 1 ]                                        |
| ca. 4,04   | Nutzgraben       | ca. 07,22   | ca. 10,63  | links        | Strang Klostergraben → Kaltbach → Nutzgraben    |
| ca. 2,94   | Steinlesgraben   | ca. 01.42   | ca. 00,93  | links        |                                                 |
| ca. 1,49   | Kellerfeldgraben | ca. 01,75   | ca. 00,51  | links        |                                                 |
| ca. 1.32   | Augraben         | ca. 01,67   | ca. 01,69  | links        | etwas länger mit linkem Oberlauf Auwiesengraben |

### Ortschaften
Ortschaften am Lauf mit ihren Zugehörigkeiten. Nur die Namen tiefster Schachtelungsstufe bezeichnen Siedlungsanrainer.
Landkreis Neustadt an der Aisch-Bad Windsheim
- Stadt Scheinfeld
  - Oberlaimbach (Kirchdorf, rechts an zufließender Bibart und Laimbach)
  - Vettermühle (Einöde)
  - Unterlaimbach (Kirchdorf, links)
- Markt Baudenbach
  - Frankenfeld (Dorf, links)
- Gemeinde Langenfeld
  - Langenfeld (Pfarrdorf, mit Abstand rechts)
- Markt Baudenbach
  - Baudenbach (Hauptort, mit Abstand links an Laimbach und abfließendem Ehebach)

## Hochwasser
Der Fluss ist aufgrund seiner wasserstarken Zuflüsse und seines sehr gefällearmen Laufes hochwassergefährdet. Die folgende Tabelle zeigt die an verschiedenen Stellen am Lauf nach statistischem Modell zu erwartenden hundertjährlichen Hochwasserführungen (HQ100).
| Stat in km | EZG in km² | HQ100 in m³/s | Bemessung in m³/s | Laufpunkt          | Naher Ort     |
| ---------- | ---------- | ------------- | ----------------- | ------------------ | ------------- |
| 5,150      | 067,2      | 29            | 34                | oh Scheine         | Oberlaimbach  |
| 5,140      | 133,8      | 48            | 55                | uh. Scheine        | Oberlaimbach  |
| 4,210      | 137,2      | 49            | 56                | oh. Nutzgraben     | Unterlaimbach |
| 4,200      | 147,2      | 51            | 59                | uh. Nutzgraben     | Frankenfeld   |
| 0,000      | 151,8      | 52            | 60                | Mündung in Ehebach | Baudenbach    |

### Gewässerverzeichnis Bayern („GV“)
1. 1 2  Länge nach: Verzeichnis der Bach- und Flussgebiete in Bayern – Flussgebiet Main, Seite 56 des Bayerischen Landesamtes für Umwelt, Stand 2016 (PDF; 3,3 MB) (Seitenzahl kann sich ändern.)
2. ↑  Einzugsgebiet nach: Verzeichnis der Bach- und Flussgebiete in Bayern – Flussgebiet Main, Seite 56 des Bayerischen Landesamtes für Umwelt, Stand 2016 (PDF; 3,3 MB) (Seitenzahl kann sich ändern.)

### BayernAtlas („BA“)
Amtliche Online-Gewässerkarte mit passendem Ausschnitt und den hier benutzten Layern: Lauf und Einzugsgebiet des Laimbachs
Allgemeiner Einstieg ohne Voreinstellungen und Layer: BayernAtlas der Bayerischen Staatsregierung (Hinweise)
1. 1 2 3 4  Die Scheine verzweigt sich vor dem Zusammenfluss mit der Bibart, ihr kürzerer rechter Arm fließt an der Bibartbrücke von Oberlaimbach mit der Bibart zusammen, ihr längerer linker dagegen kurz nach der Vettermühle vor Unterlaimbach. Die entsprechenden Längen- und Stationierungswerte sind deshalb mit einer Unsicherheit von fast einem Kilometer behaftet. Die amtliche Länge des Laimbachs scheint irgendwo zwischen den beiden Extremwerten gewählt worden zu sein.
2. 1 2  Höhe abgefragt auf dem Hintergrundlayer Amtliche Karte (Rechtsklick).
3. ↑  Länge abgemessen auf dem Hintergrundlayer Amtliche Karte.
4. ↑  Einzugsgebiet abgemessen auf dem Hintergrundlayer Amtliche Karte.

### Sonstige Einzelnachweise und Anmerkungen
1. 1 2  Stationierung oder Kilometrierung, Strecke längs des aufnehmenden Laimbachs bis zu dessen eigener Mündung.
2. ↑  Festsetzung des Überschwemmungsgebietes. In: WasserwirtschaftsamtAnsbach. WasserwirtschaftsamtAnsbach, 22. Juni 2010, abgerufen am 9. Juli 2019.